# نورشناسی

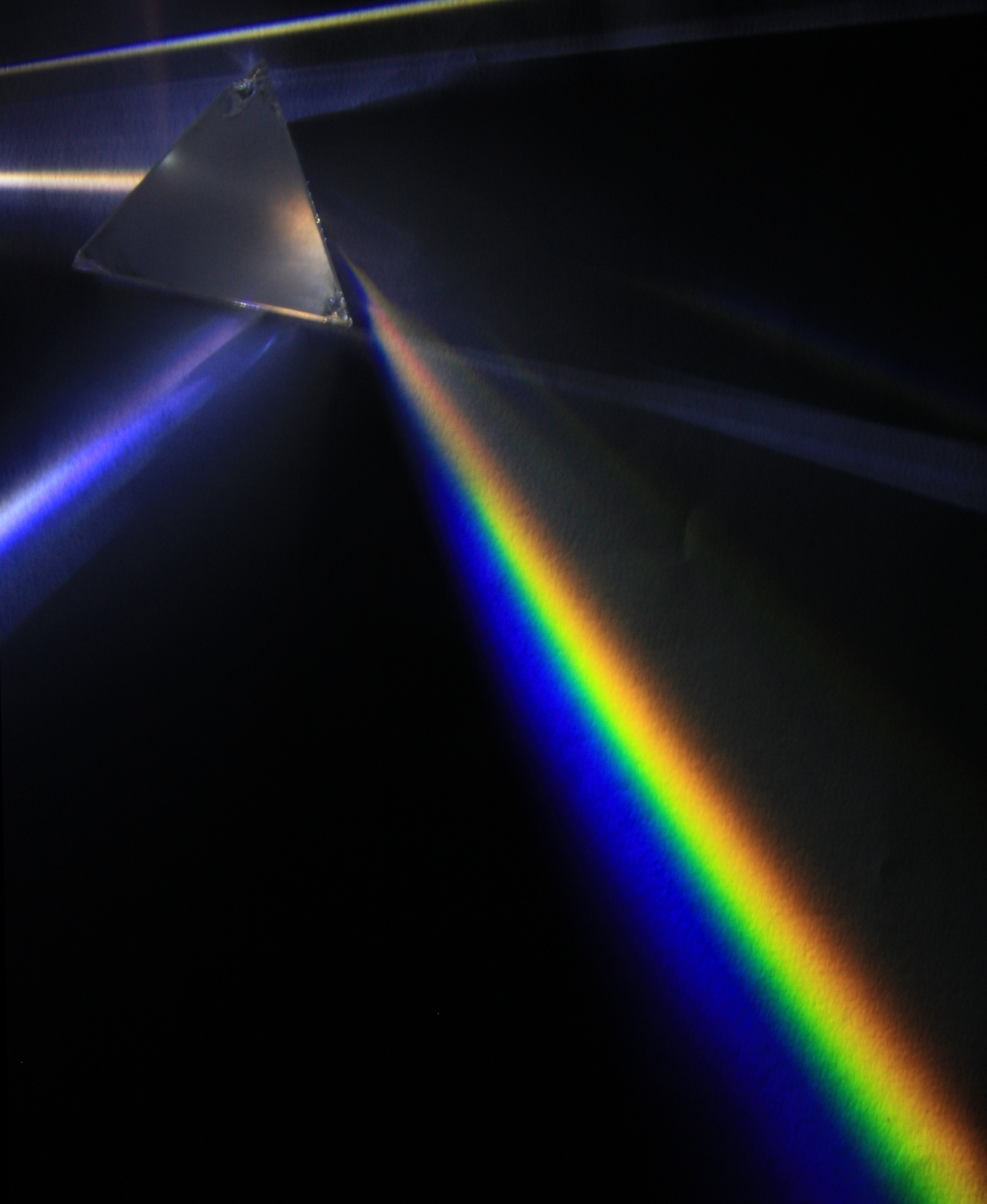
شکست نور در منشور و دیدن طیف‌های نور سفید

اُپتیک (به فرانسوی: Optique)، نورشناسی، نورشناخت، فیزیک نور یا نوریک، شاخه‌ای از فیزیک است که به بررسی نور و خواص آن و برهمکنش آن با ماده می‌پردازد. نورشناسی به مطالعه حوزه نور مرئی، ماوراء بنفش و فروسرخ امواج الکترومغناطیسی می‌پردازد.
کمال‌الدین فارسی ریاضی‌دان و فیزیک‌دان برجسته ایرانی سهم عمده‌ای در گسترش فیزیک نور داشته است.

## تاریخچه

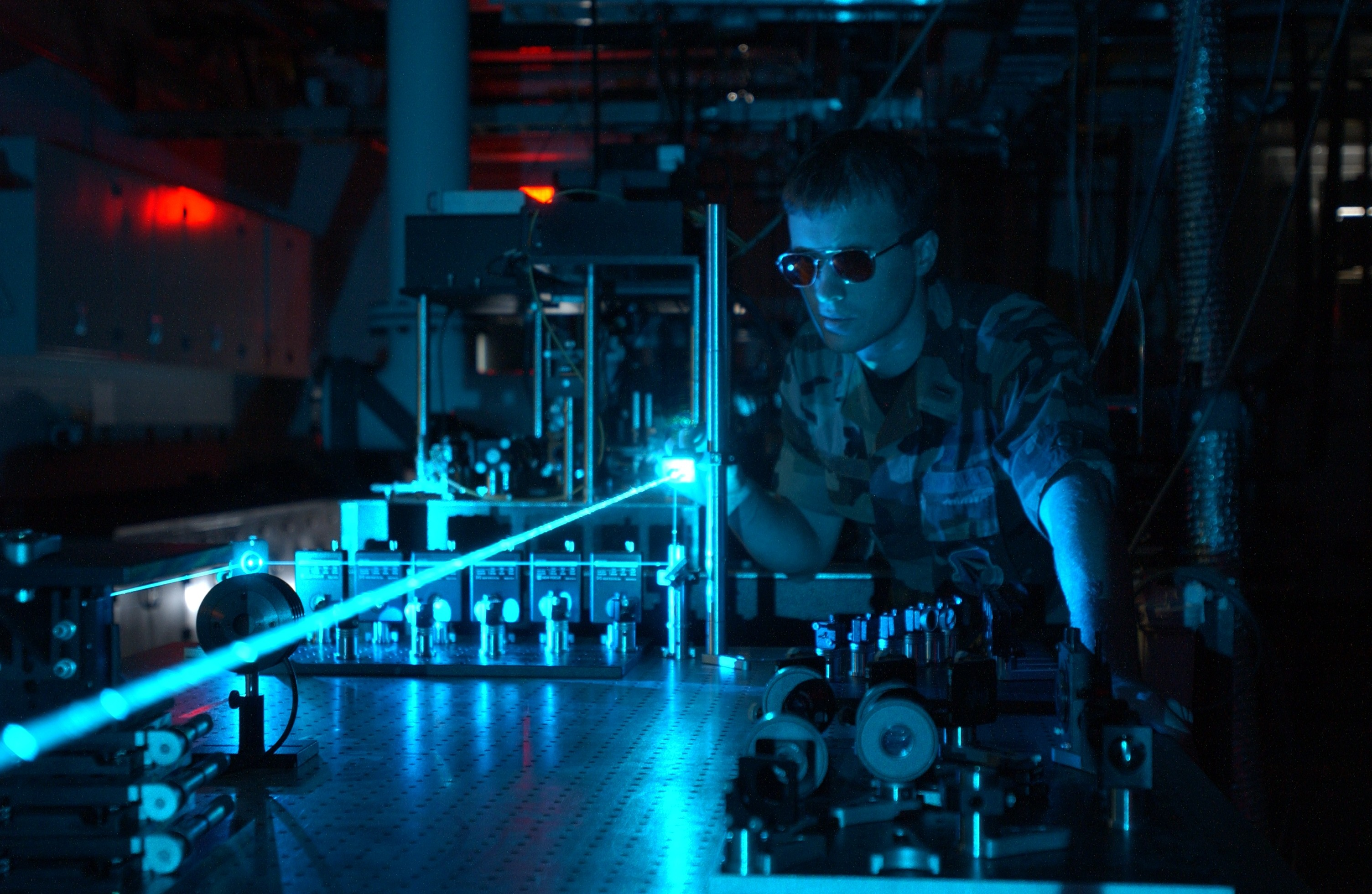
تابیدن لیزر در آزمایشگاه نور

در یونان باستان عقیده بر این بود که نور از چشم به سمت اشیا می‌تابد و بازتاب آن باعث دیدن و دیده شدن، می‌شود. موزی، ارسطو و اقلیدس در سدهٔ ۵ و ۴ پیش از میلاد با استفاده از تئوری سوراخ‌سوزنی یا اتاقک تاریک تلاش کردند خلاف آن نظریه را ثابت کنند. آن‌ها در پشت دوربین‌های سوراخ سوزنی صفحه‌ای نیمه‌مات قرار می‌دادند تا تصویر بازتاب شدهٔ روی آن با چشم دیده شود. در قرن ششم میلادی، آنتمیوس در آزمایش‌های خود از دوربین تاریکخانه‌ای استفاده کرد.
اما ابن هیثم پدر علم نورشناسی یا فیزیک نور، در سدهٔ پنجم هجری/یازدهم میلادی، بود که رساله ای دربارهٔ نورشناسی نوشت و در نهایت تئوری دوربین سوراخ سوزنی را گسترش داد و در مشاهدات خورشید گرفتگی خود از وسیله‌ای به نام اتاقک تاریک استفاده کرد. او برای نخستین‌بار از دوربین سوراخ سوزنی و دوربین تاریکخانه‌ای در آزمایش‌هایش جهت بررسی خواص نور، استفاده نمود و آن را به جهان معرفی کرد.
یعقوب بن اسحاق کندی (م ۲۵۸) معروف به فیلسوف عرب یا فیلسوف و شاهزاده عرب، از حکمای برجسته اسلامی دربارهٔ شناخت نور یا علم مناظر کتابی نوشته که تحریری است بهتر از اپتیک یا مناظر کتاب اقلیدس، که این کتاب را بارها به لاتین ترجمه کرده‌اند.

## نورشناسی هندسی
نورشناسی هندسی نور به صورت یک پرتو منتشر شونده در یک خط راست مدل بندی می‌کند. این نظریه توانسته است بسیاری از ویژگی‌های نور مثل شکست نور، بازتاب نور از سطوح را به خوبی توصیف نماید.

## نورشناسی موجی
پدیده‌هایی وجود دارند که دیگر نمی‌توان آنها را با دید نور هندسی مورد مطالعه قرار داد که نمونه‌ای از این پدیده‌ها پراش، پاشندگی، تداخل نور می‌باشد. آشناترین این پدیده‌ها آزمایش دو شکاف یانگ است که دو شکاف عبور دهنده نور یک منبع، روی پرده یک طرح تداخلی ایجاد می‌کند و کاملاً ناقض نظریه ذره‌ای نور و نورشناسی هندسی است. با تلاش‌های ماکسول مشخص شد که رفتار نور به خوبی با استفاده از یک موج الکترومغناطیسی قابل توصیف است.

## نورشناسی کوانتومی
با وجود همه موفقیت‌هایی که در زمینه نورشناسی انجام شده‌بود، باز هم هنوز نور ماهیت اصلی خود را هویدا نکرده‌بود. اما با پیشرفت‌هایی که در زمینه مکانیک کوانتومی انجام شد، کاربرد آن در حوزه نورشناسی جبهه‌های جدیدی در این علم گشود و نمودهای تازه‌ای از نور مشاهده شد. 
این موضوع تا جایی ادامه یافت که اعتقاد دانشمندان فیزیک بر آن شد که نور ذاتاً یک موجود کاملاً کوانتومی است و آنچه که در تئوری‌های کلاسیک به آن پرداخته می‌شود، یک تقریب نسبتاً خوب از نور است. 
در این مدل بندی جدید پدیده‌هایی پیش‌بینی و توصیف شدند که پیش از این بررسی نمی‌شدند. اپتیک کوانتومی یکی از دانش‌های بنیادین در طراحی رایانه‌های کوانتمی است که به دلیل تحول شگرف حجم و سرعت محاسبات، نمی‌توان آن را دست کم گرفت. امروزه موفق‌ترین مدل برای توصیف نور مدل نورشناسی کوانتومی است.